# Sven Lidman
Sven Lidman est un poète et militaire suédois, né le 30 juin 1882 à Karlskrona et mort le 14 février 1960. 

## Biographie
Il est le petit-fils du pasteur Sven Lidman Sr. Après une orientation militaire qui lui vaut d'accéder au grade de sous-lieutenant en 1903, il étudie le droit à l'Université d'Uppsala. Il embrasse ensuite une prometteuse carrière d'écrivain et devient vite un poète, romancier et dramaturge célébré pour ses écrits emplis de lyrisme et animé d'un idéalisme consacré à la glorification de la culture nationale. Dès 1917, il prend une tangente religieuse et adhère au mouvement pentecôtiste de Suède en 1921 dont il devient une personnalité éminente. Il fonde la revue prosélyte Evangellii Härold.
Il a publié son autobiographie en 1952, comprise sur quatre volumes (la dernière est publiée en 1957). Knut Ahnlund lui a consacré plusieurs ouvrages.